# Petros Manos
Petros Manos (grec. Πέτρος Μάνος; ur. 7 kwietnia 1871 w Atenach, zm. 4 kwietnia 1918 w Szwajcarii) – szermierz reprezentujący Grecję, uczestnik letnich igrzysk olimpijskich w 1912 roku.

## Biografia
Urodził się w rodzinie Fanariotów, jako syn pułkownika Trasybulosa Manosa. Z pierwszego małżeństwa z Marią Argyropulu miał córki – Aspasię Manos, która później została żoną króla Grecji Aleksandra I oraz Roxanne, która wyszła za mąż za olimpijczyka Christosa Zalokostasa. 
Z drugą żoną Sophie Tombazis miał również córkę Rallu Manu, która była tancerką, nauczycielka tańca i choreografką. Petros Manos związany był ściśle z Armią Grecji (gr. Ellenikόs Stratόs), gdzie dosłużył się stopnia pułkownika. 